# Рилски конгрес на ВМОРО
Рилският конгрес е общ конгрес на Тайната македоно-одринска революционна организация, който се провежда през октомври 1905 година в килията на Неофит Рилски в Рилския манастир и трае цял месец.

## Делегати
Конгресът има 22 делегати от всички революционни окръзи.
| - Скопски революционен окръг - Даме Груев - Мише Развигоров - Петър Кушев                       | - Битолски революционен окръг - Пере Тошев - Гьорче Петров - Борис Сарафов - Георги Попхристов - Павел Христов | - Солунски революционен окръг - Борис Мончев - Аргир Манасиев - Добри Даскалов      |
| - Струмишки революционен окръг - Христо Чернопеев - Стойо Хаджиев - Иван Илиев - Мануш Георгиев | - Серски революционен окръг - Яне Сандански - Лазар Томов - Илия Балтов - Тодор Попантов                       | - Одрински революционен окръг - Лазар Маджаров - Стамат Икономов - Климент Шапкарев |

За председател с тайно гласуване е избран Даме Груев, а за секретар Илия Балтов.

## Решения
Рилският конгрес под председателството на Даме Груев заседава през целия октомври 1905 г. На него се дава оценка на досегашната дейност на Организацията, на Илинденското въстание, а има и бурни дискусии относно бъдещето на ВМОРО. Стига се до открит конфликт между десницата и левичарите. Левицата налага приемането на резолюция в смисъл, че Организацията с всички възможни средства ще се противопоставя на чуждото проникване в Македония и особено на чуждите въоръжени формации. По предложение на левицата е прието и решение за „съпротива срещу българската политика в Македония“. Левичарите постигат сериозен успех и при гласуване на новите Устав и Програма на ВМОРО, а също и при избора на ръководни органи. Новоприетият Устав постановява, че „член на ВМОРО може да стане всеки жител на Европейска Турция независимо от произхода, народността и вероизповеданието си, който е готов активно да се бори против всякакви опити за анексиране или подялба на Македония“.
Дейците на битолския и серския окръзи осъждат фракционирането в организацията, което извършва Борис Сарафов и подкрепата му за сръбската въоръжена пропаганда при появяването и в Македония. За Борис Сарафов се застъпват Пере Тошев и Гьорче Петров и в крайна сметка Сарафов не е осъден на смърт. Конгресът общо решава да не се изпълняват наказания на дейци на ВМОРО провинили се до 1 ноември 1905 година по предложение на Яне Сандански.
В състава на Централния комитет влизат Даме Груев, Пере Тошев и Тодор Попантов, а в състава на Задграничното представителство  Гьорче Петров, Петър Попарсов и Димитър Георгиев Стефанов. За главен редактор на официалния орган на ВМОРО е избран известният тесен социалист Димо Хаджидимов.
На този конгрес също се решава и организацията вече да не се нарича Тайна, а да се преименува на Вътрешна македоно-одринска революционна организация (ВМОРО). Конгресът поставя ултиматум за разпускане на Върховния комитет, който е приет от генерал Иван Цончев.
- Документи, приети от конгреса
- Началото устава
- Правилникът на ВМОРО
- Правилникът на четите
- Правилникът на селските и градски чети

## Последици
Очакванията, че конгресът ще изглади съществуващите противоречия остават без покритие. Налага се провеждането на нов извънреден конгрес в София през януари 1906 г., който не се провежда поради убийството на Даме Груев. Така след Рилския конгрес се стига до окончателно разцепление в Организацията. Десните излизат с открита декларация в подкрепа на сътрудничеството с българската държава и изразяват готовност да приемат финансова помощ от нея. Тези идеи левичарите смятат за напълно неприемливи. Крилото на Яне Сандански издава смъртни присъди на водещи организационни дейци. В София през ноември 1907 г. са брутално убити членовете на Задграничното представителство на ВМОРО Борис Сарафов и Иван Гарванов, а третият от тях  Христо Матов, едва избягва покушението. Така се поставя началото на една от най-отрицателните тенденции в македонското движение  физическата разправа с вътрешноорганизационните опоненти.